# Ononis reclinata subsp. mollis
Ononis reclinata subsp. mollis é uma subespécie de planta com flor pertencente à família Fabaceae. 
A autoridade científica da subespécie é (Savi) Bég., tendo sido publicada em Boll. Soc. Bot. Ital. 1912: 134 (1912).

## Portugal
Trata-se de uma subespécie presente no território português, nomeadamente em Portugal Continental.
Em termos de naturalidade é nativa da região atrás indicada.

## Protecção
Não se encontra protegida por legislação portuguesa ou da Comunidade Europeia.